# Hans-Josef Irmen
Hans-Josef Irmen (* 13. April 1938 in Mönchengladbach; † 12. August 2007 in Zülpich) war ein deutscher Musikpädagoge, Musikwissenschaftler und Dirigent. Sein Forschungsschwerpunkt war die Historische Musikwissenschaft, speziell die Wiener Klassik und die Musik des Fin de siecle, zu denen er zahlreiche Publikationen vorlegte.

## Biographie
Irmen, Sohn eines Schlossermeisters, studierte nach dem Abitur 1957 an der Pädagogischen Akademie Aachen und war seit 1959 als Volksschullehrer in Mönchengladbach tätig. An der Hochschule für Musik Köln begann er 1965 ein Studium der Musik mit dem Hauptfach Geige, das er 1967 mit der Staatsprüfung abschloss. An der Universität zu Köln studierte er Musikwissenschaft, Philosophie und Pädagogik und wurde 1969 zum Dr. phil. promoviert. Seine Doktorarbeit mit dem Titel „Gabriel Josef Rheinberger als Antipode des Cäcilianismus“ erschien 1970.
Als Dozent und Akademischer Rat war Irmen anschließend an der Pädagogischen Hochschule Rheinland in Neuss tätig und wurde 1978 als ordentlicher Professor für Musik und ihre Didaktik an die Pädagogische Hochschule Aachen berufen, die 1980 in die TH Aachen eingegliedert wurde. 1986 wechselte er auf den Lehrstuhl für Musik und ihre Didaktik an der Universität zu Essen, wo er bis zu seiner Emeritierung 2003 lehrte.
Von 1974 bis 1985 war Irmen künstlerischer Leiter und Dirigent des Bachvereins Düsseldorf. Im Rahmen dieser Tätigkeit brachte Irmen die verschollene Markus-Passion von Johann Sebastian Bach in der Rekonstruktion von Gustav Adolf Theill zur deutschen Erstaufführung. Nach eingehenden Studien in Wien legte er 1978 eine eigene Neufassung des Mozart Requiem vor, in der er die nicht mehr komponierten Teile der Totenmesse ausschließlich durch Mozarts eigene Werke ergänzte. Die Neufassung wurde im gleichen Jahr in der neu eröffneten Düsseldorfer Tonhalle uraufgeführt.

## Werke (Auswahl)

### Monographien
- Mozart – Mitglied geheimer Gesellschaften. Zülpich (Prisca) 1988, 1991, engl. Übers. 1996, ital. Übers. 2003
- Die Protokolle der Wiener Freimaurerloge ‚Zur Wahren Eintracht‘ (1781–1785). Hrsg. in Zusammenarbeit mit Frauke Hess und Heinz Schuler. Frankfurt am Main 1994
- Freimaurermusik. In: Musik in Geschichte und Gegenwart. Kassel (Bärenreiter) 1995, Sachteil Bd. 3, Sp. 871 ff.
- Gabriel Josef Rheinberger als Antipode des Cäcilianismus. Köln 1970
- Josef Rheinberger. Briefe an Henriette Hecker. Hrsg. von Hans-Josef Irmen. Vaduz 1970
- Luigi Cherubini: Leben und Werk in Zeugnissen seiner Zeitgenossen. Aus d. Engl. d. Edward Ballasis übers. von Josef Rheinberger. Regensburg (Bosse) 1972
- Thematisches Verzeichnis der musikalischen Werke Gabriel Josef Rheinbergers. Regensburg (Bosse) 1974
- Gabriel Josef Rheinberger und Franziska von Hoffnaaß. Eine Musikerehe im 19. Jahrhundert. Zülpich (Prisca) 1990 zusammen mit Elisabeth Irmen
- Josef Gabriel Rheinberger. Briefe und Dokumente seines Lebens. 3 Bde. Hrsg. von Harald Wanger u. Hans-Josef Irmen. Vaduz 1982–1984
- Engelbert Humperdinck als Kompositionsschüler Josef Rheinbergers. 2 Bde., Köln (Arno Volk) 1974
- Die Odyssee des Engelbert Humperdinck. Eine biographische Dokumentation. In: Veröffentlichung des Geschichts- und Altertumsvereins für Siegburg und den Rhein-Sieg.Kreis e. V. 12. hrsg. von Hermann Joseph Roggendorf. o. O. 1975
- Engelbert Humperdinck. Briefe und Tagebücher. 3 Bde. Köln (Arno Volk) 1975–1983
- Hänsel und Gretel: Studien und Dokumente zu Engelbert Humperdincks Märchenoper. Mainz (Schott) 1989
- Beethoven in seiner Zeit. Zülpich (Prisca) 1998
- Thematisch-systematisches Verzeichnis der musikalischen Werke Engelbert Humperdincks. Zülpich (Prisca) 2005. 2., rev. Aufl. Köln (Dohr) 2014, ISBN 978-3-86846-122-0
- Joseph Haydn: Leben und Werk. Köln (Böhlau) 2007
- Vergangene Zukunftsmusiker in ihrer Gegenwart. Zülpich (Prisca) 1992

### Editionen
- Engelbert Humperdinck: Hänsel und Gretel. Märchenoper in drei Bildern nach der Dichtung von Adelheid Wette. Nach den Quellen neu hrsg. von Hans-Josef Irmen. Mainz (Schott) 1992
- Jan Dismas Zelenka: Gesu al Calvario: Passionsoratorium nach einem Text von Cavagliere Boccardi. Mit Vorw. hrsg. v. H.-J. Irmen. Zülpich (Prisca) 1983
- Josef Rheinberger. Messe in Es-Dur. Op. 109 / Mit Vorw. hrsg. v. H.-J. Irmen. Vaduz 1981
- Mozart. Requiem. Versuch einer Neufassung. Partitur. Zülpich (Prisca) 1978

## Tonträger
- Lutz Görner spricht. Joseph Haydn. Sein Leben seine Musik. Nach der Biographie von Hans Josef Irmen. Naxos 2008